# Martin Freinademetz
Martin Freinademetz, né le 10 décembre 1969 à Innsbruck, est un snowboardeur autrichien spécialiste du slalom géant. 

## Carrière
Martin Freinademetz se fait connaitre en remportant les championnats d'europe de snowboard en slalom et géant en 1994 avant de remporter les classements Mondiaux ISF de ces disciplines la même année. Il confirme en 1995 en remportant le doublé en slalom et géant aux championnats du monde de snowboard ISF de Davos et remporte le classement mondial ISF de slalom 1995. 
Martin Freinademetz termine septième du slalom géant aux Jeux olympiques d'hiver de 1998 à Nagano. Il fait aussi parler de lui lors de ces Jeux lorsqu'en état d'ébriété, il fait pour 4 000 dollars américains de dégâts à une fête dans un hôtel. Pendant sa carrière, il obtient trois podiums en coupe du monde FIS en 1997 ; une première place à Yakebitaiyama, une deuxième place à Zell am See/Kaprun et une troisième place à Soelden.
Après sa carrière de snowboarder professionnel, il est devenu président de la nouvelle Association autrichienne de snowboard (New Austrian Snowboard Association) et s'est également concentré sur le motocross (freestyle et rallye), l'organisation de voyages d'aventure en Roumanie. et travaille comme gestionnaire de la construction depuis 2004. À Sibiu, il organise, entre autres, les Red Bull Romaniacs, l'un des rallyes d'enduro les plus exigeants au monde, auquel participent également de nombreux pilotes de calibre mondial. 
Il participe au Rallye Dakar en moto en 2020 à l'âge de 51 ans.

### Résultat au Paris-Dakar
| Année | Catégorie | Constructeur | Position |
| ----- | --------- | ------------ | -------- |
| 2020  | Moto      | KTM          | 68e      |